# Monette Russo
Monette Russo (Lilydale, Australia, 4 de agosto de 1988) es una gimnasta artística australiana, dos veces medallista de bronce en los mundiales de 2003 y 2005.

## Carrera deportiva
En el Mundial celebrado en Anaheim (Estados Unidos) en 2003 gana el bronce en la competición por equipos, tras Estados Unidos y Rumania, siendo sus compañeras de equipo: Allana Slater, Belinda Archer, Jacqui Dunn, Stephanie Moorhouse y Danielle Kelly.
En el Mundial de Melbourne 2005 gana el bronce en el concurso general individual, tras las estadounidenses Chellsie Memmel y Nastia Liukin.